# Cmentarz żydowski w Białymstoku (ul. Wschodnia)
Cmentarz żydowski w Białymstoku – nekropolia znajdująca się w Białymstoku przy ul. Wschodniej.

## Opis
Cmentarz został oficjalnie założony w 1892 roku, choć pochówki odbywały się od 1890. W 1906 r. pochowano tu ofiary pogromu białostockiego. Ostatni pochówek odbył się w 1969 roku. Na powierzchni 13 ha otoczonej ceglanym murem zachowało się około 5-6 tys. nagrobków, z których najstarszy pochodzi z 1876 roku.